# Limnophila tonnoiri
Limnophila tonnoiri là một loài ruồi trong họ Limoniidae. Chúng phân bố ở miền Australasia.